# PRINCE2
受控环境下的项目管理第二版（PRojects IN Controlled Environments，简写为PRINCE2）是一种项目管理方法。它包括项目的管理，控制和组织。“PRINCE2”是这种方法的第二个重要版本，并且是政府商务部的注册商标，该部门是英国财政部的一个独立机构。

## 发展历程
PRINCE2起源于之前的PRINCE项目管理方法。PRINCE最早是在1989年由英国政府计算机和电信中心（CCTA）开发的，作为英国政府IT项目管理的标准。但是，它很快就被应用于IT以外的项目环境中。PRINCE2在1996年作为一种通用的项目管理方法正式出版。PRINCE2如今日益流行，是英国项目管理的标准。它已在除英国外50多个国家广泛使用。当前的最新版本是OGC在2009年出版的PRINCE2 2009。

## PRINCE2方法介绍
图一显示了管理一个PRINCE2项目要参与的流程及它们是如何相互联系、建立一个PRINCE2项目的基本内容。

### 优点
PRINCE2为项目管理提供了一种结构化的方法。这种方法为管理项目提供清晰界定工作框架。PRINCE2介绍了如何协调项目中的人和活动、如何设计和监督项目以及在项目发生变更的情况下如何调整的流程。每一个流程都详细标出关键的输入、输出和具体目标及要执行的活动，这为计划偏差提供了自发的控制。这种方法把项目划分为多个管理阶段，保证让所有资源得到有效的控制。依靠严格的监控，项目在控制和组织的方式下得到执行。作为一种被广泛认可和理解的结构化方法，PRINCE2为项目中所有参与方提供了一种通用语言。它完整阐述了参与项目的各种管理岗位和职责，并可以根据项目的复杂程度和组织能力来适当调整。

### 误区
PRINCE2有时会被误认为不适合用在非常小的项目上，归因于它需要完成建立和维护文件、记录、列表的工作。实际上，这种情况大多数可能是对PRINCE2适用范围的误解：PRINCE2是完全适合的。

## 方法概述
PRINCE2是一种流程驱动的项目管理方法，对比其它灵活适应的方法，如Scrum。PRINCE2定义了45个单独的子过程，并把它们组织到8个过程中。

### 项目准备（SU）
在这个过程中，任命项目团队，准备项目概述文件（概括地描述这个项目要试图达到什么要求以及这样做的商业目的）。另外要决定采用的整体方法，做下一个阶段的计划。然后请项目管理委员会批准下一个阶段：项目启动。
- SU1任命项目管理委员会主管和项目经理
- SU2设计项目管理团队
- SU3任命项目管理团队
- SU4准备项目概述文件
- SU5定义项目方法
- SU6 启动阶段计划

### 项目计划（PL）
PRINCE2主张产品基于计划，意味着计划时第一个任务就是确定和分析产品。只有确定了需要创建这些产品的必需活动，才可能估算每个活动需要的时间，然后编制安排活动的计划。任何工作总有相关的风险并且要分析风险。最后，这个过程会表明项目能达到什么样安排的计划，并且确保计划按照安排来完成。
- PL1计划设计
- PL2产品定义和分析
- PL3活动及其依赖关系确定
- PL4估算
- PL5进度计划制定
- PL6风险分析
- PL7完成计划编制

### 项目启动（IP）
这个过程建立在项目准备活动和项目概要文件补充形成商业论证的基础上。项目质量保证方法与项目整体方法保持一致，以确保项目控制。制定出的项目文件作为一个项目整体计划。也要建立项目下一阶段计划，在项目管理委员会授权项目之前要整理项目启动文件。
- IP1制定质量计划
- IP2制定项目计划
- IP3改进商业论证和风险
- IP4设定项目控制
- IP5制定项目文件
- IP6整理项目启动文件

### 项目指导（DP）
这些分过程指出项目管理委员会（由项目主管等角色组成）应该如何控制整个项目。上文提到，项目管理委员会可以授权阶段启动，也可以授权项目。项目指导也指出项目管理委员会应该如何授权阶段计划，包括由于延误或其它不可预见的情况导致的原计划被替代的阶段计划。另外，还包括项目管理委员会可以做出什么特别指导和确认项目收尾。
- DP1启动授权
- DP2项目授权
- DP3阶段或例外计划授权
- DP4特别指导
- DP5确认项目收尾

### 阶段控制（CS）
PRINCE2建议项目应该分解为多个阶段，而这些分过程指出应该如何来控制每个阶段。最基本的是这包括哪些工作包要授权和验收。它也详细指出哪些过程应该检查，过程要点如何报告给项目管理委员会。捕捉和评估项目问题的方式建议与纠正行动方案一起汇报。这也给出了哪些项目问题应该按规定逐级汇报给项目管理委员会的方法。
- CS1工作包授权
- CS2进展评估
- CS3捕捉项目问题
- CS4检查项目问题
- CS5阶段状况评估
- CS6要点报告
- CS7采取纠正性行动
- CS8项目问题逐级汇报
- CS9已完成的工作包验收

### 产品交付管理（MP）
这个过程包含3个子过程，涉及一个工作包的验收、执行和交付。
- MP1工作包验收
- MP2执行工作包
- MP3交付工作包

### 阶段边界管理（SB）
“阶段控制（CS）”过程提出了在一个阶段内应该完成的内容，“阶段边界管理（SB）”提出在一个阶段结尾时应该完成的内容。最明显的，应该是编制下一个阶段计划，尽可能更新总体项目计划、风险记录单和商业论证。这个过程也涉及到超出阶段界限允许范围时应该完成的内容。最后，这个过程指出阶段竣工应该如何报告。
- SB1制定阶段计划
- SB2更新项目计划
- SB3更新项目的商业论证
- SB4更新风险记录单
- SB5阶段竣工报告
- SB6制定例外计划

### 项目收尾（CP）
这涵盖了在项目收尾的时候需要完成的事情。项目将要正式解散（所有资源空出来给其它活动），紧接着确定后续活动，就项目本身正式进行评估。
- CP1解散项目
- CP2确定后续活动
- CP3项目评价评审

## 技术
PRINCE2方法可以与大多数项目管理技术搭配使用，但特别着重如下内容：
- 基于产品的计划
- 变更控制
- 质量评审

1.任何项目和项目管理，均是一个“输入－→实施－→输出”的过程。项目的各子项目、各阶段、及各分解产品包也是如此。
2.项目管理不是一个人的事。必须由一个项目组织，进行各级授权OBS，共同并行工作。授权已经发展到向三维方向授权――产品分解PBS（做什么？）、项目过程分解WBS（如何作？）、项目职能目标分解DBS（为什么？）。

3.项目在分解授权的同时，也必须是分层管理――公司管理层（看项目结果：输入、输出）、项目管理委员会（要点控制：授权项目负责人、项目是否值得、计划是否合理、下阶段是否进行、项目是否完成、项目目标是否达到）、项目经理（日常管理：项目上所有管理的事）、分包合同或工作包小组经理（具体操作：按分包合同或工作包目标具体操作。）。
同时，项目的各项计划也是分层进行编制、上报、审核、检查、评审的管理。项目的各职能计划也发展到向三维方向分解――产品分解PBS（做什么？，合同包或工作包计划）、项目过程分解WBS（如何作？，阶段或时间滚动计划）、项目职能目标分解DBS（为什么？，各专项计划例如风险计划、配置计划、进度计划、质量检查计划、资源配置计划、资金预算计划、成本统计……）。

4.项目在输入条件后，实施阶段主要工作是控制。必须通过8个过程――SU、DP、IP、CS、MP、SB、CP、PL，最终产生项目输出结果。

5.在项目控制过程中，始终要进行项目的职能管理（8个项目组件）――按项目目标的顺序分解DBS（为什么？）如下――商业论证、组织结构、风险、配置、进度、质量、成本、资源……

6.项目管理是多专业的管理，需要有各种专业技能的支持（8个技能或工具）――配置、进度、预算、成本、文档、合同、检查、评审……

7.项目管理的基础是“循序渐细分解”（没有人在项目一开始就知道项目的所有事情。）。分解的基础，是按产品分解结构PBS（做什么？）和按项目过程工作分解结构WBS（如何作？）两个方向，形成项目的二维分解表。此二维分解表中的各单元，可承载着项目的各种数据DBS（为什么？）――编码、名称、配置说明、工期、预算、实际成本、资源、风险事件、责任人……表中各单元也可以看成是各分包合同包或工作包，

8.项目小组经理负责项目各合同包或工作包的实施责任。各合同包或工作包也可以看成是项目的子项目，须纳入项目管理系统中，同时也可以按上述项目管理模型进行管理。

## 考试，认证和培训
认证需要通过两门考试——基础和从业者。基础考试是一个小时，题目为单选题。从业者考试为3个小时，是客观测试的多项选择题。全球范围的考试均由APMG来管理。成功的注册考生可以通过网页查询。
有项目管理经验的个人可以自学参加考试。但有大量培训机构提供课程，其中有些已在费用中包含考试注册费，有些培训机构考试报名注册可以代报名。APMG为培训机构提供强制行认证方案，使之获得进入PRINCE2考试的途径。
PRINCE2从业者必须每5年重新参加一次考试来保持认证。培训机构每3年重新认证一次，并且每12个月要进行一次监督检查。

## 适用范围
项目管理是一门复杂的学科，认为闭着眼睛应用PRINCE2就能做出成功项目的想法是错误的。同样的道理，认为PRINCE2的所有内容都适用于每个项目的想法也是错误的。基于此，每个过程都有一个适用范围的备注。它为项目经理（和其他项目参与者）在每个过程应用程度的“多少”上提供了指导。这样，正面意义上PRINCE2可以根据特定项目的需要来自主定制；负面问题是如果一个项目忽略了许多PRINCE2必需的组成要素，那它就成了一个名不副实的“PRINCE2”项目——空有其名。为此，APMG定义了一个概念叫：PRINCE2成熟度模型。